# ヨルダンの議会
ヨルダン議会（ヨルダンぎかい、アラビア語: مجلس الأمة）は、ヨルダンの立法府である。

## 概要
両院制で、上院の元老院と下院の代議院から構成される。国王の権力が強いため、議会の権限は限定的とされる。

### 上院
上院の69議席は国王より直接任命される。

### 下院
下院は2016年と2022年の選挙法改正により、138議席中97議席を自由名簿式比例代表制(OLPR)、残り41議席を閉鎖名簿式比例代表制(CLPR)で選出する。
OLPRは約20の選挙区に分けて選出し、そのうち女性枠として18議席、キリスト教徒枠として7議席、少数民族であるチェチェン人とチェルケス人の枠として2議席が確保されている。有権者は政党の名簿に掲載された候補者個人に投票することができる。
CLPRは2022年の選挙法改革で導入されたもので、認可された政党に対して投票することができる。これは議会のうち3割を政党のために確保する意図を持って設計された制度で、各政党の立候補者名簿は3人中1人は女性であることが定められているほか、最初の5人の候補者の中に少なくとも1人は35歳以下の候補者を入れなくてはならない。またOLPRと同様、キリスト教徒枠（2名）とチェチェン人とチェルケス人枠（1名）は確保されている。若者の政治参加を奨励するため、2022年より被選挙権は30歳以上から25歳以上に引き下げられた。
ヨルダンでは政党より部族系の無所属候補が優遇されていることが権利団体などから批判されてきたほか、農村部や部族集落での投票率が高い傾向にあり、国民の議会に対する信頼度も低下している。そこで全国区制にすることでこれらに応え、議会の脱部族化を目指すものとされている。